# 대전외삼중학교
대전외삼중학교(大田外三中學校)는 대한민국 대전광역시 유성구 반석동에 있는 공립 중학교이다.

## 학교 연혁
- 2005년 1월 5일 : 대전외삼중학교 학교 설립 인가(6학급)
- 2024년 1월 16일 : 제19회 졸업식 (3학년졸업 269명)
- 2024년 3월 1일 : 제7대 오성숙 교장 부임
- 2024년 3월 4일 : 제20회 입학식 (10학급 281명)

## 참고 자료
- 대전외삼중학교 - 한국교육학술정보원 학교알리미